# Jimmy Crawford (drummer)
Jimmy Crawford, geboren als James Strickland, (Memphis, 14 januari 1910 - New York, 28 januari 1980) was een Amerikaanse jazzdrummer.

## Carrière
Jimmy Crawford was van 1929 tot 1942 lid van het orkest van Jimmie Lunceford, daarna speelde hij bij Ben Webster en van 1943 tot 1945 bij Sy Oliver. Aan het eind van de jaren 1940 werkte hij bij Edmond Hall en tijdens de jaren 1950 meer in theaterorkesten in Broadway. Hij was betrokken bij talrijke plaatopnamen, waaronder bij Buster Bailey, Count Basie, Harry Carney, Buck Clayton, Dizzy Gillespie, Benny Goodman, Louis Armstrong, Hazel Scott en Dicky Wells. In 1968 werkte Crawford mee bij de Bobby Hackett All Stars.
- Biblioteca Nacional de España: XX967493
- Bibliothèque nationale de France: cb13924653r (data)
- Gemeinsame Normdatei: 134900375
- International Standard Name Identifier: 0000 0000 5951 7216
- Library of Congress Control Number: n95042706
- MusicBrainz: 07e0141d-ffa8-4812-aa53-7c8668d5d081
- SNAC: w6p56vh3
- Virtual International Authority File: 170149196670374792894